# Porsuk

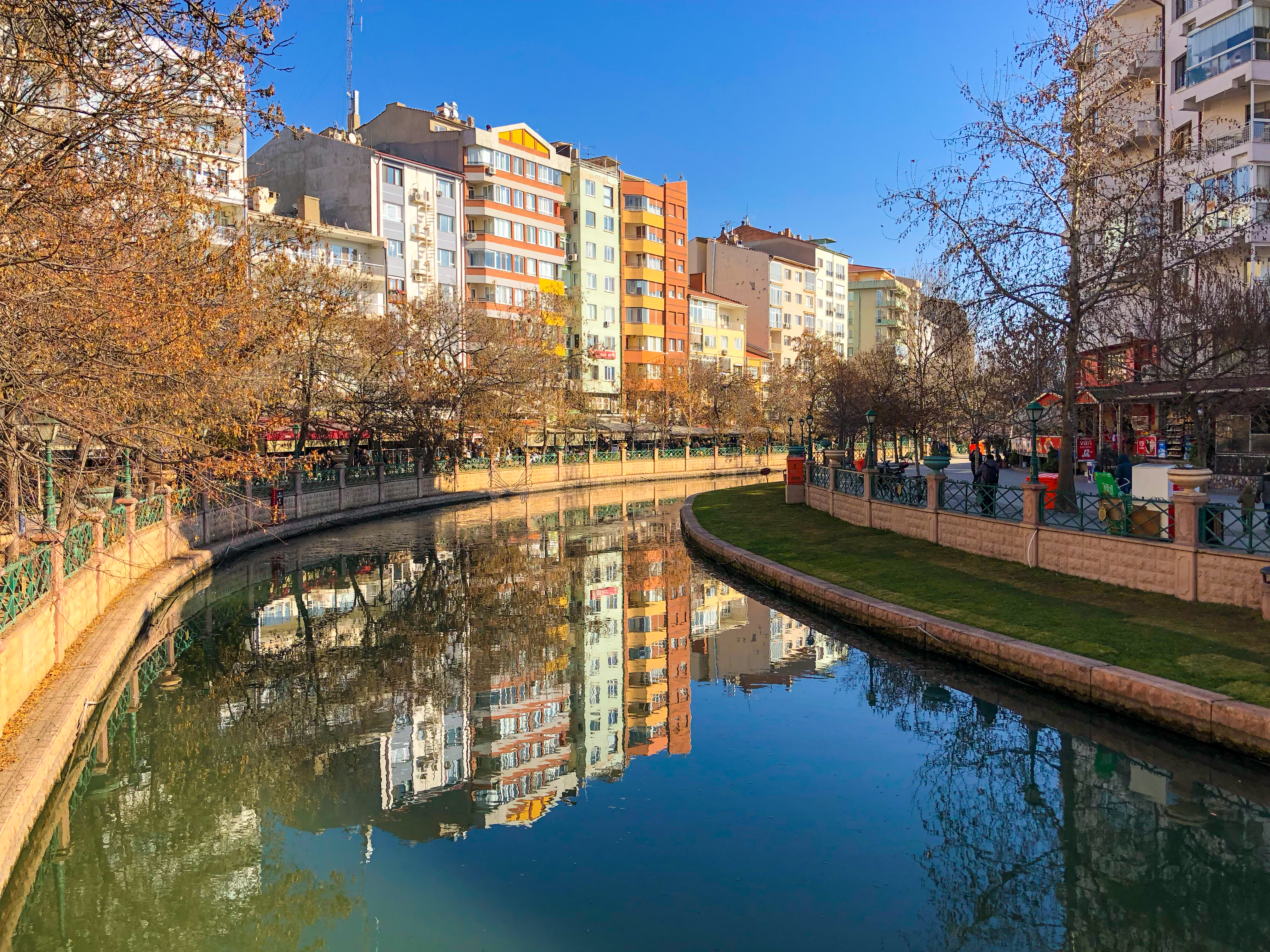
Porsuk i staden Eskişehir

Porsuk är en flod i västra Turkiet. Den rinner upp i bergsmassivet Murat Dağı och är en biflod till Sakarya, som rinner ut i Svarta havet. Porsuk rinner genom provinshuvudstäderna Kütahya och Eskişehir.